# Измаильский городской совет
Измаильский городской совет (укр. Ізмаїльська міська рада) — административно-территориальная единица и орган местного самоуправления в Одесской области с административным центром в городе областного значения Измаиле.

## Общие сведения
- Территория совета: 53 км².
- Населения совета: 85 098 человек (по состоянию на 2001 год).
- По территории совета протекает река Дунай.

## Административное устройство
Городскому совету подчинены населённые пункты:
- г. Измаил

## Состав совета
Совет состоит из 50 депутатов и главы.
- Глава совета: Андрей Абрамченко[1]
- Секретарь совета: Сергей Чмыга